# T. Max Graham
T. Max Graham (* 2. September 1941 in Kansas City, Missouri; † 27. Oktober 2011 ebenda) war ein US-amerikanischer Schauspieler.

## Leben
Graham wurde als Neil Graham Moran in Kansas City im US-Bundesstaat Missouri geboren; er verwendete seinen mittleren Namen Graham in seinem Künstlernamen. Graham war eines von zwei Kindern von Ellen Omega Curtiss (1910–2000) und Robert D. Moran (1903–1983) und wuchs laut eigenen Angaben auf einer Farm im östlichen Jackson County auf.
Nach dem Abschluss der High School arbeitete er zunächst als Verkäufer von Küchenartikeln. In den späten 1960er- und 1970er-Jahren verbrachte er einige Zeit in Kalifornien in San Francisco und Los Angeles und sammelte erste Bühnenerfahrungen in lokalen Theatern von Kansas City, nachdem er in die Stadt zurückgekehrt war und bevor er später zu Film und Fernsehen wechselte.
Er war seit dem 21. November 1959 mit Evelyn Louise Smith verheiratet, mit der er einen Sohn namens Robert und eine Tochter namens Rhonda hatte. Graham starb im Alter von 70 Jahren an den Folgen einer Krebserkrankung. Seine Trauerfeier fand in der Speaks Suburban Chapel in Independence statt und er fand in den Oak Ridge Memory Gardens seine letzte Ruhe.

## Karriere
Seine professionelle Schauspielkarriere begann er 1968 bei einer kleinen Theatergruppe in San Francisco. Sein Filmdebüt hatte er zwei Jahre später in Lee Maddens Engel ohne Ketten, einem Biker-Film, in dem er ein Bandenmitglied namens „Magician“ spielte. Zu diesem Zeitpunkt verwendete er noch seinen Geburtsnamen Neil Moran – später nutzte er dann seinen Künstlernamen Max Graham bzw. T. Max Graham. Es folgten Auftritte in zahlreichen Fernsehserien, Filmen und Fernsehfilmen.
Bekannt wurde er durch die Rolle des „Fat Charlie“ in der Folge Who Won? der Polizei-Fernsehserie Adam-12, die erstmals am 1. März 1972 im US-amerikanischen Fernsehen ausgestrahlt wurde. In David Lynchs ersten Horror-Fantasy-Film Eraserhead verkörperte er 1977 den Besitzer einer Bleistiftfabrik.
Nachdem er sich in den 1980er Jahren wieder in Kansas City niedergelassen hatte, wurde er als regionaler Schauspieler bekannt. Er trat an den meisten professionellen Theatern der Stadt auf, wurde aber durch Komödien in den beiden damaligen Dinnertheatern der Stadt bekannt: dem Tiffany’s Attic und dem Waldo Astoria. Oft spielte er dabei an der Seite von Vicki Oleson, die mit ihrer kleinen Statur in scharfem Kontrast zu Graham stand. Auch nach seinem Rückzug nach Missouri wirkte Graham weiterhin in Spielfilmen, Miniserien und Fernsehfilmen mit. So spielte er 1999 in Ang Lees Grenzkriegsepos Wer mit dem Teufel reitet einen Prediger mit großem Appetit, der auch an Drehorten in der Region von Kansas City gedreht wurde. 1991 spielte er Chief Pappas in dem Horrorfilm Manchmal kommen sie wieder; der Film des Regisseurs Tom McLoughlin basiert auf einer Kurzgeschichte von Stephen King. 1992 verkörperte er Leutnant Ray Radczyk in der Miniserie Unter der Last der Beweise. Seine letzte Filmrolle war die des Abner Brumett in dem Fantasyfilm Mrs. Brumett’s Garden im Jahr 2009.
Ehrenamtlich trat er regelmäßig als Vorleser und Darsteller der Westport Presbyterian Church in Kansas City bei Weihnachtsvorstellungen auf und gehörte zehn Jahre lang zum Trainingsprogramm des St. Luke’s Hospital Center for Health Enhancement der Stadt, bevor er sich dem „Barbershop Harmony“-Minichor The Cardiac Carolers (später Cardio Jam) anschloss.
Er arbeitete auch bis kurz vor seinem Tod auf der Bühne. So spielte er 2008 einen intellektuellen Schulmeister in Translations, der den Kulturkonflikt darstellte, als die britische Armee begann, Ortsnamen in Nordirland zu anglisieren. 2009 spielte er die Titelrolle in Galileo, einem Drama über den italienischen Astronomen Galileo Galilei, der von der Kirche wegen seiner Behauptung, die Erde sei nicht der Mittelpunkt des Universums, verfolgt wurde. Für beide Stücke erhielt er positive Kritiken. Zuletzt war er 2010 in dem Bühnenstück Cactus Flower in Overland Park zu sehen.
Neben seiner Arbeit vor der Kamera und auf der Bühne arbeitet Graham als Sprecher in Erzählungen und für Dokumentarfilme. Er war auch in Werbespots von Sony, AT&T, Sprint, McDonald’s, United Airlines, Panasonic und GM zu sehen und zu hören. Graham, der Mitglied der Actor's Equity Association (AEA) und der Screen Actors Guild war, wurde im deutschen Sprachraum unter anderem von Werner Ehrlicher, Manfred Erdmann und Eberhard Mellies synchronisiert.

## Filmografie (Auswahl)
- 1970: Engel ohne Ketten
- 1972: Adam-12 (Fernsehserie)
- 1977: Eraserhead
- 1983: Zwei ausgekochte Gauner
- 1988: Kansas
- 1989: Vom Haß besessen (Fernsehfilm)
- 1990: Gypsy Angels
- 1990: Tom Sawyer und Huckleberry Finn – Die Rückkehr nach Hannibal (Fernsehfilm)
- 1991: Ein dorniger Weg (Fernsehfilm)
- 1991: Manchmal kommen sie wieder
- 1992: Unter der Last der Beweise (Miniserie)
- 1992: No Surrender – Schrei nach Gerechtigkeit
- 1993: Sarah zwischen Land und Meer (Fernsehfilm)
- 1993: Lauras Schatten (Fernsehfilm)
- 1993: Blutende Herzen – Eine Familie zerbricht (Fernsehfilm)
- 1994: Dark Summer
- 1994: The Spirit of the Season (Video)
- 1995: My Antonia (Fernsehfilm)
- 1996: Gone in the Night (Fernsehfilm)
- 1998: Helen Keller – Weg aus dem Dunkel (Fernsehfilm)
- 1999: Wer mit dem Teufel reitet
- 2002: More Than Puppy Love
- 2002: Eiskalte Stille
- 2004: The Company Man (Kurzfilm)
- 2006: Ambrose Bierce: Civil War Stories (Fernsehfilm)
- 2008: Bunker Hill
- 2008: Bonnie & Clyde vs. Dracula
- 2009: The Only Good Indian
- 2009: Mrs. Brumett’s Garden (Kurzfilm)

## Theater (Auswahl)
- 2008: Translations[6]
- 2009: Galileo[6]
- 2010: Cactus Flower (New Theatre Restaurant, Overland Park, Kansas)[1]